# Nullerjahre (Buch)
Nullerjahre. Jugend in blühenden Landschaften ist ein autobiografisch angelegtes Buch von Hendrik Bolz aus dem Jahr 2022.

## Autor
Bolz, geboren 1988 in Leipzig und aufgewachsen in Stralsund, zog später nach West-Berlin, wo er unter dem Namen Testo im Hip-Hop-Duo Zugezogen Maskulin Musik machte.

## Inhalt
Der Autor beschreibt seine Zeit als Kind bzw. Jugendlicher in den 2000er Jahren in Stralsund im Nordosten Deutschlands sowie in Berlin, in der Zeit nach der auf die Wende und friedliche Revolution in der DDR folgenden deutschen Wiedervereinigung.
Von der Zeit im Kindergarten, über die Grundschulzeit bis zum Gymnasium beschreibt Bolz eine Entwicklung, die immer von Gewalt begleitet ist, wenig Orientierung durch Erwachsene bietet. Immer wieder streut Bolz dabei Erklärungen ein zur historischen Einordnung der Geschehnisse.
Bolz betont in einer Triggerwarnung, dass er es für sein Buch für nötig halte, den Rassismus und Antisemitismus, die Misogynie, Homophobie und Gewalt sprachlich zu reproduzieren, da diese zentrale Ordnungsprinzipien in der beschriebenen Jugend waren.

## Titel
Der Buchtitel Nullerjahre bezieht sich auf die 2000er Jahre. Der Untertitel Eine Jugend in blühenden Landschaften stellt auf ein von Bundeskanzler Helmut Kohl geprägtes Schlagwort ab, der den Einwohnern Ostdeutschlands 1990 „blühende Landschaften“ für die Zeit nach dem Inkrafttreten der Währungs-, Wirtschafts- und Sozialunion versprach.

## Rezensionen
Für den Deutschlandfunk Kultur schreibt Johannes Nichelmann, dass Bolz ein „äußerst präzises Sittengemälde der Nullerjahre in Ostdeutschland“ liefere.
Cornelius Pollmer bezeichnete in der Süddeutschen Zeitung Bolz’ Blick auf eine Jugend in der ostdeutschen Provinz als schonungslos authentisch und unterhaltsam. Bolz vermittle sowohl die sinnlose, von Langeweile angefachte Lust der Jugendlichen an Gewalt als auch die Hilflosigkeit der Eltern überzeugend. Pollmer lobt ausdrücklich den Flow der Sprache.
In der Jungle World schreibt Lukas Kammer, Bolz schwäche in seinem Buch die harten, smarten Pointen ab, die seine Musik immer hörenswert machten. Die eingestreuten Liedtexte und Fernseheinspieler bezeichnet er als gelungen, die an Rap-Stilmittel erinnernden Assoziationsketten dagegen würden sich schnell abnutzen. Bolz berichte über Gewalt als einer, der auch Täter war, was das Buch lesenswert mache.
Im Neuen Deutschland schreibt Ralf Fischer, Bolz würde im Buch seine „leicht delinquente Herkunft“ zu einer vermarktbaren Identität verschmelzen; dabei wäre „eine eher unverdauliche Lektüre, gespickt mit unzähligen Verbalinjurien“, herausgekommen.

## Lesereise
Hendrik Bolz, der das Buch selbst als Hörbuch eingesprochen hat, ging mit dem Buch auch auf Lesereise.

## Theateraufführung
Das Mecklenburgische Staatstheater brachte eine Aufführung in Kooperation mit der Hochschule für Musik und Theater Rostock auf die Bühne.
Iris Leithold beschreibt die Uraufführung des Stücks unter der Regie von Nina Gühlstorff als „vom Publikum begeistert gefeiert“. Ihr sei „ein dichter, intensiver, auch verstörender Theaterabend gelungen“.

## Veröffentlichungen
- Nullerjahre. Jugend in blühenden Landschaften, Kiepenheuer & Witsch, 2022, ISBN 978-3-462-00094-8
  - Hörbuch: SAGA Egmont, 2022